# Archikles
Archikles (altgriechisch Ἀρχικλῆς) war ein attischer Töpfer und vielleicht auch Vasenmaler des schwarzfigurigen Stils, der um 550 v. Chr. tätig war. Von seiner Hand haben sich drei signierte Arbeiten, alles Kleinmeister-Schalen, erhalten. Er scheint mit dem Töpfer Glaukytes zusammengearbeitet zu haben, denn die Kleinmeisterschale 2243 in der Münchener Antikensammlung ist von beiden Meistern signiert worden.

## Werke
- London, British Museum

Kleinmeisterschale B 398 • Kleinmeisterschale B 418
- München, Glyptothek und Antikensammlung

Kleinmeisterschale 2243